# 圆枝猫尾藓
圆枝猫尾藓（学名：Isothecium myosuroides）为船叶藓科猫尾藓属下的一个种。